# جامعة ملتميديا ماليزيا
جامعة ملتميديا ماليزيا أو جامعة الوسائط المتعددة، تقع في دولة ماليزيا، وتعتبر الجامعة الخاصة الأولى ترتيبا في ماليزيا، كما أن لها فرعين الأول في مدينة سايبرجايا والأخر في مدينة ملقا، المسافة بين الفرعين حوالي 150 كلم / ساعة عبر الطريق السريع الرابط بين الشمال والجنوب.

## الفروع

### فرع سايبرجايا

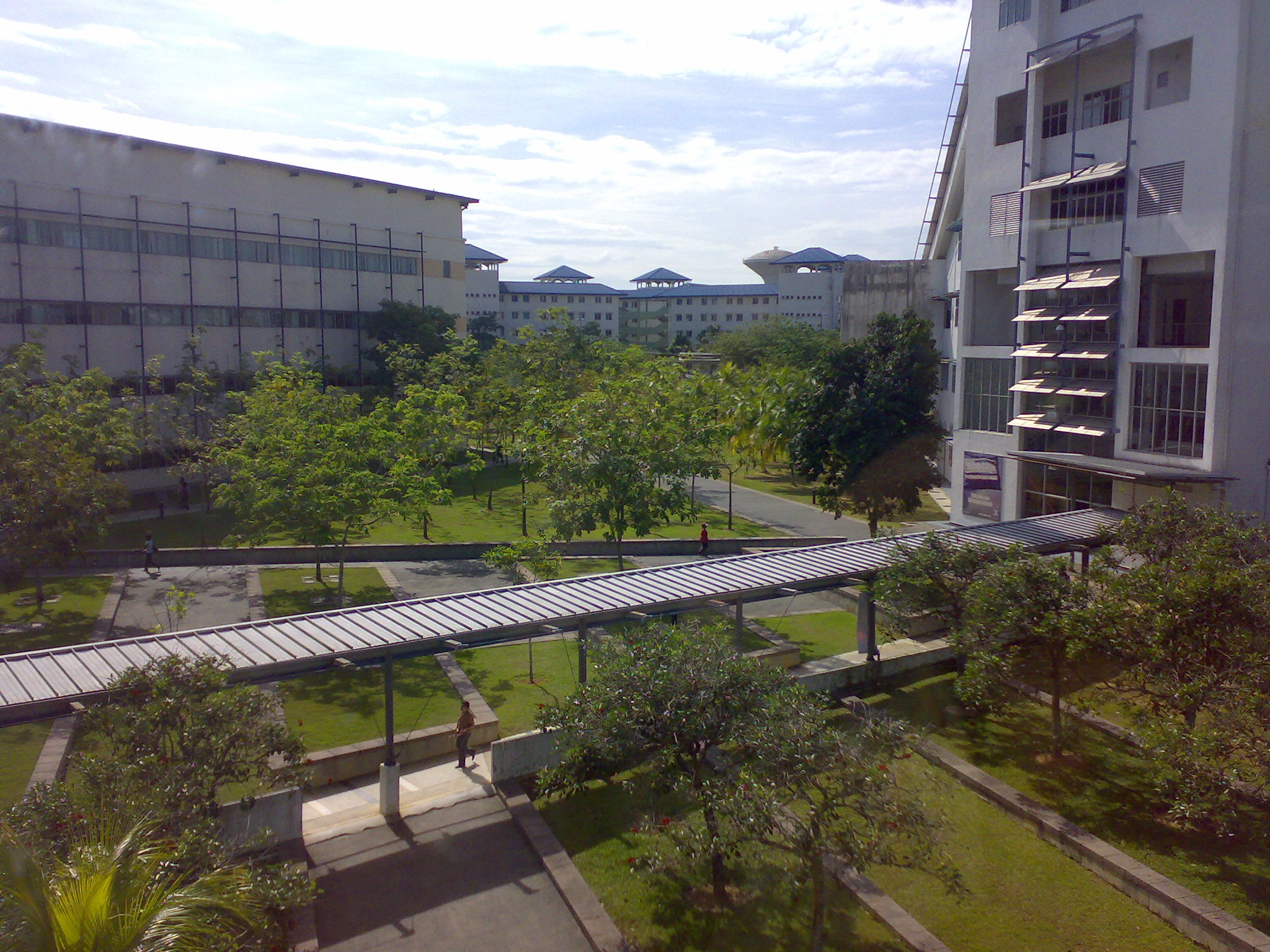
صورة لجامعة ملتميديا فرع سابيرجايا

تقع على مساحة 80 هكتارا من الأرض، في جنوب ولاية سلاغور، وقد جهزت بمرافق متطورة ذات قدرات عالية كمائن الصرافة الإلكترونية ووسائل التعليم بملتيميديا ونظام الإدارة المتكامل، وقد تم افتتاح هذا الفرع في شهر يونيو سنة 1999. وتتكون من كليات أربع هي
- كلية تقنية المعلومات.
- كلية الهندسة.
- كلية الملتيميديا.
- كلية الإدارة.

والجامعة على مقربه من المطار الدولي حيث المسافة تستغرق حوالي 20 دقيقة بالسيارة من وإلى المطار.

### فرع ملاكا

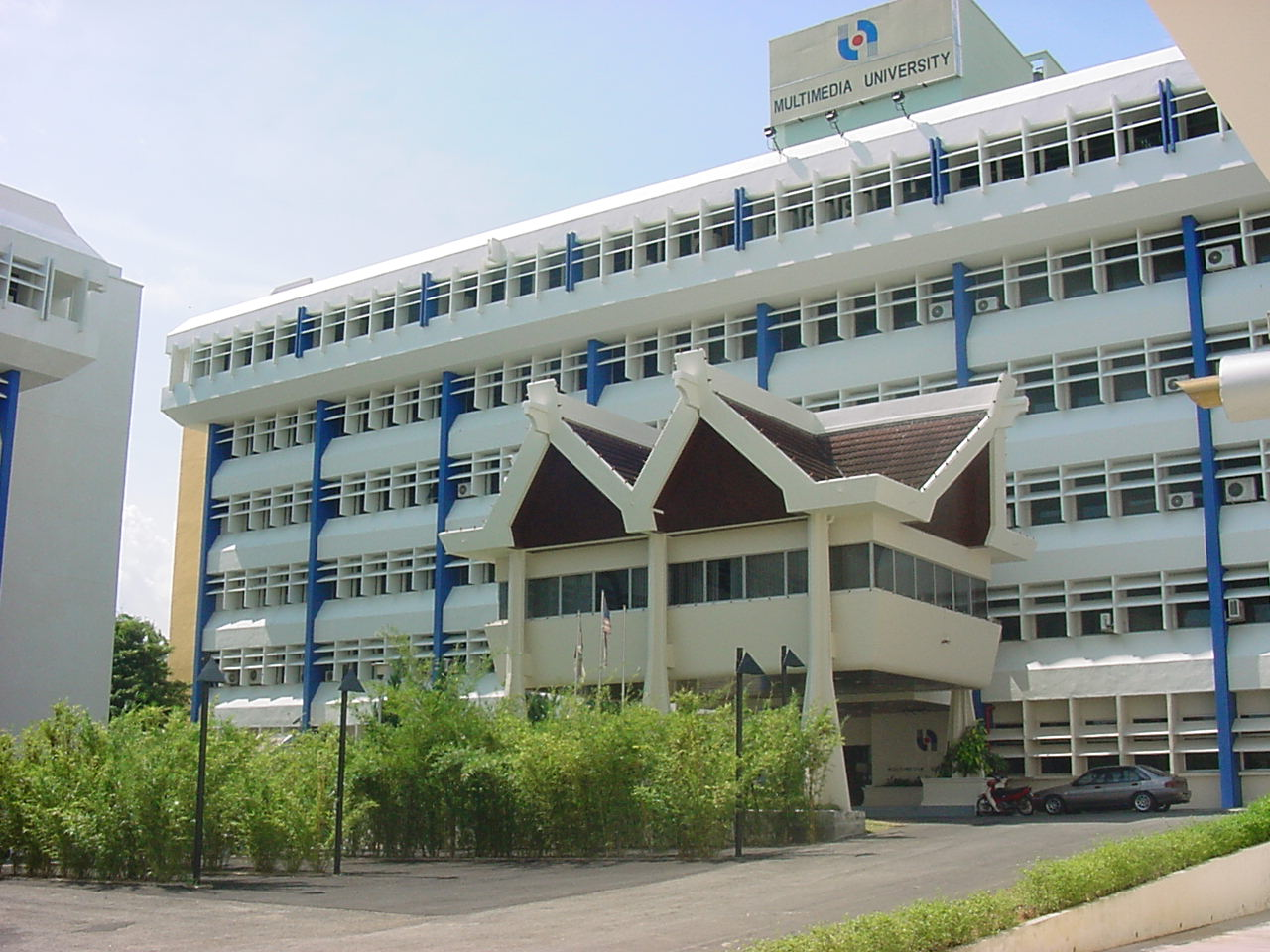
صورة لجامعة ملتميديا فرع ملاكا

تقع على مساحة 52 أكرا من الأرض وهي ذات موقع استراتيجي من منطقة آيركروه في ولاية ملاكا وهي محاطة بمناطق سكنية وصناعية وسياحية وتاريخية، وتتكون من مركزين للتعليم هما مركز الدراسات الأساسية والتعليم الملحق ومركز برامج الانتساب والدبلوم، وتتكون من ثلاثة كليات هي
- كلية علوم المعلومات والتكنولوجيا.
- كلية الهندسة والتكنولوجيا.
- كلية التجارة والقانون.

## مميزات الجامعة
- تعد من أوائل جامعات العالم التي تتميز بعرض المواد التعليمية عن طريق شبكة الإنترنت؛ يعززها برنامج «بنك المصادر التعليمية بملتيميديا».
- تعد من أوائل جامعات العالم التي تمنح درجة البكالوريوس في تخصصي الرسوم المتحركة ثلاثية الأبعاد والفن الرقمي؛ معززة بـ 150 مركز عمل «سيليكون جرافيكس».
- تعد من أوائل جامعات العالم في استخدام البطاقة الذكية متعددة الوظائف Smart Card لأغراض الصراف الإلكتروني والشئون المكتبية والمختبرات وغيرها.
- لدى الجامعة مكتبة رقمية بنظام الـ آي بي إم تختزن مئات وآلآف الكتب والصحف مما يسهل على الطلاب الحصول على أي من المعلومات متى أرادوا في أي زمان ومكان.
- خدمات الإنترنت متوفرة عن طريق التقنية اللاسلكية ومتاحة للجميع.
- باستطاعة الطلبة استخدام الشبكة الداخلية المتكاملة لقراءة المناهج الدراسية وتسليم الأبحاث ومشاهدة الفيديو واستعارة الكتب من مكتبتها الرقمية من أي مكان في العالم.
- باستطاعة الطلبة الحصول على النتيجة الدراسية ودرجات أعمال السنة ونسب الحضور وعلى تقييم المدرسين عن طريق «برنامج تقييم المدرسين على شبكة الإنترنت» في نهاية كل فصل دراسي.
- تدار الإدارة في الجامعة بنظام إلكتروني حيث تتم الأعمال الإدارية مثل كتابة مذكرات الاجتماع وتسجيل ساعة الدوام وتعبئة استمارة طلب العمل وغيره عن طريق الكمبيوتر والإنترنت.
- مجهزة بأدوات اتصالات هاتفية داخلية مجانية.
- تعد من أوائل جامعات العالم التي تمنح خريجيها بالتدرج الرقمي تحتوي على بطاقة ذكية بديلا عن الشهادات الورقية المعتادة بها.
- تعد أقدم جامعة تملك صفحات ويب خاصة بها تحتوي على مادة تعليمية ترفيهية وخدمات رقمية أخرى.
- الجامعة الوحيدة التي لديها محطة إذاعية خاصة بها تستخدم نظام الإنترنت وتذيع البرامج من محطات الإذاعة الأخرى.
- مجهزة بمرافق كثيرة للتجارة الإلكترونية كالمركز التجاري الافتراضي والإعلانات المبوبة في الإنترنت وغيرها.
- لديها مساكن للطلبة الذكور والإناث على حد سواء داخل حرم الجامعة مزودة بشبكة إنترنت مجانية غير محددة الزمن لاستخدام الطلبة ومنسوبيها.

## عالميتها
جامعة عالمية ترحب الجامعة بكل من يرغب الدراسة فيها، من شتى أنحاء العالم لإيماننا أن اختلاط الثقافات والجنسيات ستؤدي إلى التبادل الإيجابي في إثراء خبرة الطلبة بعضهم البعض، وجدير بالذكر تضم الجامعة العديد من الطلبة من 72 دولة من جميع أنحاء العالم كبروناي وبنغلاديش والبوسنة والصين وغانا وبوتسوانا وكازاخستان وإندونيسيا والهند وإيران وملاوي وعُمان واليمن والسودان والمملكة العربية السعودية. وفلسطين مصر

## التخصصات
برامج الدبلوم Diploma Programs
- الهندسة الكهربائية
- هندسة الاتصالات
- تقنية المعلومات
- (تقنية المعلومات بالدراسة عن بعد)
- (تقنية المعلومات التجارية)
- (حاسوبيات الإنترنت)
- التجارة الإلكترونية
- المحاسبة

السنة التحضيرية Pre-University Programs 
- العلوم الحيوية
- هندسة
- الهندسة الطبية
- تقنية معلومات
- الملتيميديا
- الإدارة

كلية الهندسة Engineering Program
بكالوريوس
- الهندسة الكهربائية
- الهندسة الميكانيكية
- الهندسة الإلكترونية
- الهندسة الإلكترونية المتخصصة في الاتصالات
- الهندسة الإلكترونية المتخصصة في الحاسب
- الهندسة الإلكترونية المتخصصة في الملتيميديا
- الهندسة الإلكترونية المتخصصة في المايكروويف والاتصالات
- الهندسة الإلكترونية المتخصصة في الهندسة البصرية
- الهندسة الإلكترونية المتخصصة في تكنولوجيا الصغائر
- الهندسة الإلكترونية المتخصصة في تكنولوجيا الربوتات
- الهندسة الإلكترونية المتخصصة في الهندسة الطبية

ماجستير
- علوم الهندسة

الدكتوراه
- بروفسوراه بالهندسة

كلية تقنية المعلومات Information Technology Programs 
بكالوريوس
- هندسة أنظمة المعلومات
- هندسة البرامج
- أنظمة الملتيميديا
- إدارة تقنية الملتيميديا
- هندسة المعرفة
- نضم الاتصالات
- تقنية المعلومات التجارية
- الذكاء الاصطناعي
- إدارة تقنية المعلومات
- تقنية الحماية
- الهندسة الطبية
- تقنية المعلومات الطبية
- علوم الحاسب

ماجستير
- ماجستير في تقنية المعلومات
- ماجستير في نظم المعلومات

الدكتوراه
- بروفسوراه بتقنية المعلومات

كلية الملتيميديا Multimedia Programs
بكالوريوس
- الحاسب والفن الرقمي
- هندسة البرامج وتصميم الألعاب
- البرامج والصور المتحركة
- الإبداع الإعلامي والعمل الحر
- الإبداع والإدارة الإعلامية

كلية الإبداع في الملتيميديا Creative Multimedia Programs
بكالوريوس
- الإعلام الرقمي
- الأفلام والصور المتحركة
- الإبداع الإعلامي
- تصميم داخلي
- الواقع التخايلي

ماجستير
- ماجستير في الفلسفة

الدكتوراه
- بروفسوراه في الملتيميديا

كلية الإدارة Management Programs
بكالوريوس
- الإدارة مع الملتيميديا
- التسويق مع الملتيميديا
- المالية مع الملتيميديا
- الخدمات المالية
- المالية والبنوك
- العمل الحر
- إدارة الموارد البشرية
- التجارة الدولية
- إدارة التسويق
- علم الاقتصاد
- الاقتصاد التحليلي
- الاقتصاد الدولي
- المحاسبة
- التجارة الإلكترونية
- الهندسة المالية
- علم الإدارة
- إدارة عامة
- التسويق بواسطة الملتيميديا
- الإدارة المالية بالملتيميديا
- إدارة الموارد البشرية
- إدارة تقنية المعلومات

ماجستير
- ماجستير في الفلسفة

الدكتوراه
- بروفسوراه في برامج الإدارة

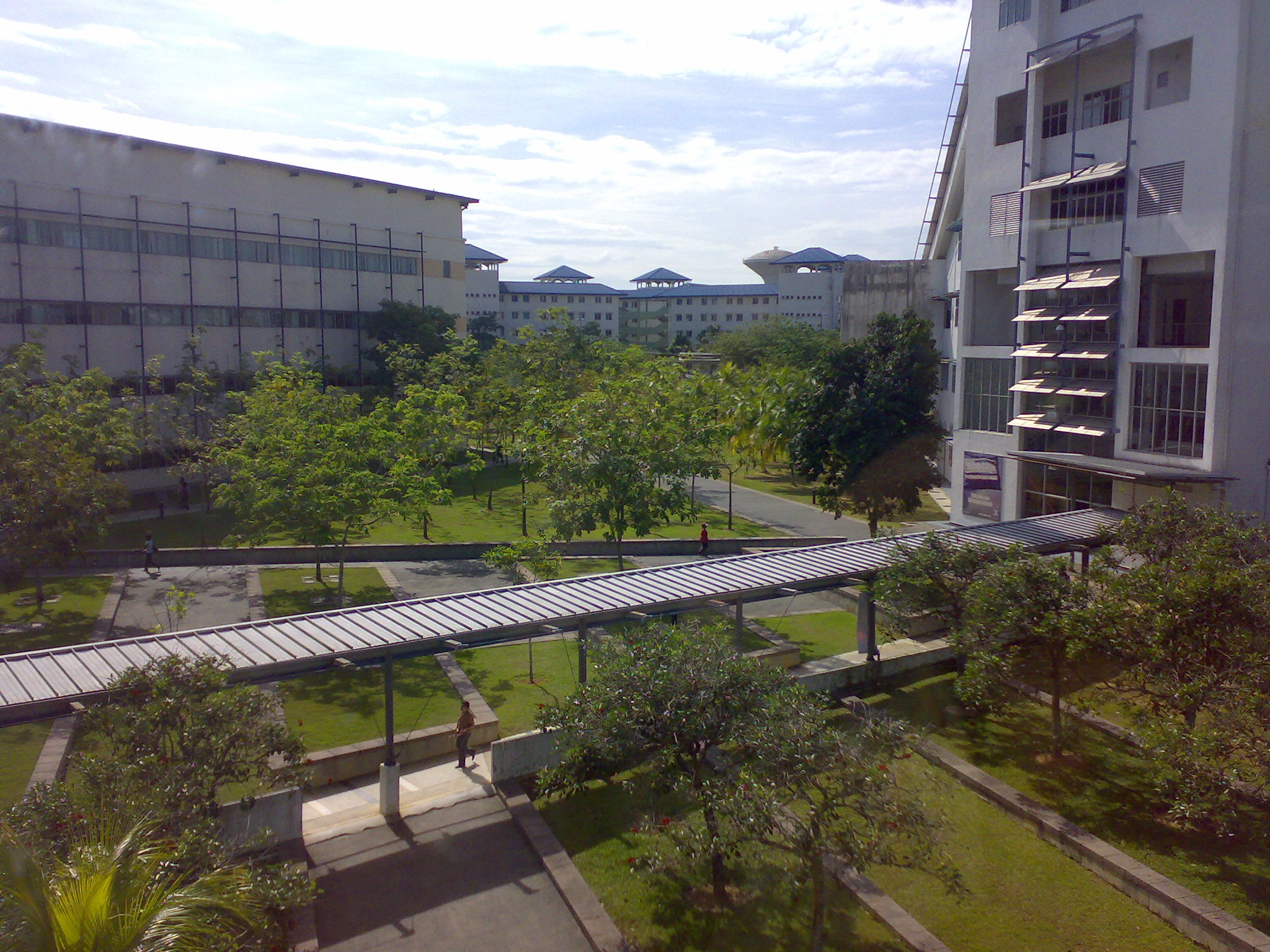
[مبنى الجامعة في سبرياجايا